# Pentila nyassana
Pentila nyassana är en fjärilsart som beskrevs av Aurivillius 1898. Pentila nyassana ingår i släktet Pentila och familjen juvelvingar. Inga underarter finns listade i Catalogue of Life.